# Mistrzostwa Świata Juniorów w Narciarstwie Klasycznym 2024
Mistrzostwa Świata Juniorów w Narciarstwie Klasycznym 2024 – zawody sportowe, które zostały rozegrane w dniach 5–11 lutego 2024 r. w słoweńskiej Planicy. Zawodniczki i zawodnicy rywalizowali w 24 konkurencjach w trzech dyscyplinach klasycznych: biegach narciarskich, skokach narciarskich i kombinacji norweskiej. 

## Biegi narciarskie – juniorzy
Mężczyźni
| Konkurencja             | Data          | Złoto            | Srebro       | Brąz             |
| ----------------------- | ------------- | ---------------- | ------------ | ---------------- |
| Sprint stylem dowolnym  | 5 lutego 2024 | Lars Heggen      | Anton Grahn  | Jonatan Lindberg |
| 20 km stylem dowolnym   | 7 lutego 2024 | Jørgen Nordhagen | Aksel Artusi | Davide Ghio      |
| 10 km stylem klasycznym | 9 lutego 2024 | Alvar Myhlback   | Isai Näff    | Mons Melbye      |

Kobiety
| Konkurencja             | Data          | Złoto           | Srebro         | Brąz                            |
| ----------------------- | ------------- | --------------- | -------------- | ------------------------------- |
| Sprint stylem dowolnym  | 5 lutego 2024 | Gina Del Rio    | Samantha Smith | Milla Grosberghaugen Andreassen |
| 20 km stylem dowolnym   | 7 lutego 2024 | Maria Gismondi  | Anniken Sand   | Gina Del Rio                    |
| 10 km stylem klasycznym | 9 lutego 2024 | Evelina Crusell | Gina Del Rio   | Anniken Sand                    |

Mieszane
| Konkurencja            | Data           | Złoto                                                                               | Srebro                                                                                               | Brąz                                                                                   |
| ---------------------- | -------------- | ----------------------------------------------------------------------------------- | --- | -------------------------------------------------------------------------------------- |
| Bieg sztafetowy 4×5 km | 11 lutego 2024 | Szwecja 1. Anton Grahn · 2. Mira Göransson · 3. Alvar Myhlback · 4. Evelina Crüsell | Norwegia 1. Mons Melbye · 2. Anniken Sand · 3. Jørgen Nordhagen · 4. Milla Grosberghaugen Andreassen | Włochy 1. Davide Ghio · 2. Iris De Martin Pinter · 3. Aksel Artusi · 4. Maria Gismondi |

## Biegi narciarskie – U 23
Mężczyźni
| Konkurencja             | Data           | Złoto                   | Srebro                | Brąz                 |
| ----------------------- | -------------- | ----------------------- | --------------------- | -------------------- |
| Sprint stylem dowolnym  | 6 lutego 2024  | Aleksander Elde Holmboe | Matz William Jenssen  | John Steel Hagenbuch |
| 20 km stylem dowolnym   | 8 lutego 2024  | Mathis Desloges         | Martin Kirkeberg Mørk | Fabrizio Albasini    |
| 10 km stylem klasycznym | 10 lutego 2024 | Mathias Holbæk          | Martin Kirkeberg Mørk | Edvard Sandvik       |

Kobiety
| Konkurencja             | Data           | Złoto          | Srebro         | Brąz                |
| ----------------------- | -------------- | -------------- | -------------- | ------------------- |
| Sprint stylem dowolnym  | 6 lutego 2024  | Sonjaa Schmidt | Hilla Niemelä  | Maria Hartz Melling |
| 20 km stylem dowolnym   | 8 lutego 2024  | Marina Kälin   | Haley Brewster | Maëlle Veyre        |
| 10 km stylem klasycznym | 10 lutego 2024 | Helen Hoffmann | Nadja Kälin    | Märta Rosenberg     |

Mieszane
| Konkurencja            | Data           | Złoto                                                                             | Srebro                                                                            | Brąz                                                                                    |
| ---------------------- | -------------- | --------------------------------------------------------------------------------- | --------------------------------------------------------------------------------- | --------------------------------------------------------------------------------------- |
| Bieg sztafetowy 4×5 km | 11 lutego 2024 | Kanada 1. Derek Deuling · 2. Jasmine Drolet · 3. Max Hollmann · 4. Liliane Gagnon | Francja 1. Rémi Bourdin · 2. Julie Pierrel · 3. Mathis Desloges · 4. Maëlle Veyre | Szwecja 1. Måns Skoglund · 2. Elin Henriksson · 3. Truls Gisselman · 4. Märta Rosenberg |

## Kombinacja norweska
Mężczyźni
| Konkurencja                                  | Data           | Złoto                                              | Srebro                                         | Brąz                                                           |
| -------------------------------------------- | -------------- | -------------------------------------------------- | ---------------------------------------------- | -------------------------------------------------------------- |
| Skocznia normalna, bieg na 10 km             | 9 lutego 2024  | Paul Walcher                                       | Tristan Sommerfeldt                            | Jens Dahlseide Kvamme                                          |
| Skocznia normalna, sprint drużynowy 2×7,5 km | 11 lutego 2024 | Niemcy 1. Richard Stenzel · 2. Tristan Sommerfeldt | Austria 1. Jonas Fischbacher · 2. Paul Walcher | Norwegia 1. Jørgen Berget Storsveen · 2. Jens Dahlseide Kvamme |

Kobiety
| Konkurencja                                  | Data           | Złoto                                        | Srebro                                              | Brąz                                            |
| -------------------------------------------- | -------------- | -------------------------------------------- | --------------------------------------------------- | ----------------------------------------------- |
| Skocznia normalna, bieg na 5 km              | 9 lutego 2024  | Minja Korhonen                               | Alexa Brabec                                        | Ronja Loh                                       |
| Skocznia normalna, sprint drużynowy 2×4,5 km | 10 lutego 2024 | Japonia 1. Hazuki Ikeda · 2. Yuzuka Fujiwara | Stany Zjednoczone 1. Alexa Brabec · 2. Kai McKinnon | Austria 1. Anna-Sophia Gredler · 2. Laura Pletz |

Mieszane
| Konkurencja                                   | Data          | Złoto                                                                              | Srebro                                                                                 | Brąz                                                                                               |
| --------------------------------------------- | ------------- | ---------------------------------------------------------------------------------- | -------------------------------------------------------------------------------------- | -------------------------------------------------------------------------------------------------- |
| Skocznia normalna, bieg na 4×5 km – drużynowo | 7 lutego 2024 | Niemcy 1. Richard Stenzel · 2. Anne Häckel · 3. Ronja Loh · 4. Tristan Sommerfeldt | Japonia 1. Kyotaro Yamazaki · 2. Hazuki Ikeda · 3. Yuzuka Fujiwara · 4. Atsushi Narita | Norwegia 1. Even Leinan Lund · 2. Ingrid Laate · 3. Nora Helene Evans · 4. Jørgen Berget Storsveen |

## Skoki narciarskie
Mężczyźni
| Konkurencja                       | Data           | Złoto                                                                                  | Srebro                                                                    | Brąz                                                                                          |
| --------------------------------- | -------------- | -------------------------------------------------------------------------------------- | ------------------------------------------------------------------------- | --------------------------------------------------------------------------------------------- |
| Skocznia normalna – indywidualnie | 8 lutego 2024  | Stephan Embacher                                                                       | Erik Belshaw                                                              | Adrian Tittel                                                                                 |
| Skocznia normalna – drużynowo     | 10 lutego 2024 | Austria 1. Simon Steinberger · 2. Fabian Held · 3. Johannes Pölz · 4. Stephan Embacher | Niemcy 1. Ben Bayer · 2. Alex Reiter · 3. Jannik Faißt · 4. Adrian Tittel | Polska 1. Łukasz Łukaszczyk · 2. Marcin Wróbel · 3. Klemens Joniak · 4. Tymoteusz Amilkiewicz |

Kobiety
| Konkurencja                       | Data          | Złoto                                                                         | Srebro                                                                          | Brąz                                                                                        |
| --------------------------------- | ------------- | ----------------------------------------------------------------------------- | ------------------------------------------------------------------------------- | ------------------------------------------------------------------------------------------- |
| Skocznia normalna – indywidualnie | 7 lutego 2024 | Tina Erzar                                                                    | Julia Mühlbacher                                                                | Taja Bodlaj                                                                                 |
| Skocznia normalna – drużynowo     | 9 lutego 2024 | Słowenia 1. Ajda Košnjek · 2. Jerica Jesenko · 3. Taja Bodlaj · 4. Tina Erzar | Japonia 1. Yuzuki Satō · 2. Mei Hasegawa · 3. Riko Iwasaki · 4. Kurumi Ichinohe | Niemcy 1. Anna-Fay Scharfenberg · 2. Kim Amy Duschek · 3. Megi Lou Schmidt · 4. Alvine Holz |

Mieszane
| Konkurencja       | Data           | Złoto                                                                                    | Srebro                                                                    | Brąz                                                                                  |
| ----------------- | -------------- | ---------------------------------------------------------------------------------------- | ------------------------------------------------------------------------- | ------------------------------------------------------------------------------------- |
| Skocznia normalna | 11 lutego 2024 | Austria 1. Julia Mühlbacher · 2. Johannes Pölz · 3. Sahra Schuller · 4. Stephan Embacher | Słowenia 1. Taja Bodlaj · 2. Jaka Drinovec · 3. Tina Erzar · 4. Rok Masle | Niemcy 1. Anna-Fay Scharfenberg · 2. Jannik Faißt · 3. Alvine Holz · 4. Adrian Tittel |

## Klasyfikacja medalowa
*   Gospodarz ( Słowenia)
| Miejsce | Reprezentacja     | Złoto | Srebro | Brąz | Razem |
| ------- | ----------------- | ----- | ------ | ---- | ----- |
| 1       | Norwegia          | 4     | 5      | 8    | 17    |
| 2       | Austria           | 4     | 2      | 1    | 7     |
| 3       | Niemcy            | 3     | 2      | 4    | 9     |
| 4       | Szwecja           | 3     | 1      | 3    | 7     |
| 5       | Słowenia*         | 2     | 1      | 1    | 4     |
| 6       | Kanada            | 2     | 0      | 0    | 2     |
| 7       | Szwajcaria        | 1     | 2      | 1    | 4     |
| 8       | Japonia           | 1     | 2      | 0    | 3     |
| 9       | Włochy            | 1     | 1      | 2    | 4     |
| 10      | Francja           | 1     | 1      | 1    | 3     |
| 10      | Andora            | 1     | 1      | 1    | 3     |
| 12      | Finlandia         | 1     | 1      | 0    | 2     |
| 13      | Stany Zjednoczone | 0     | 5      | 1    | 6     |
| 14      | Polska            | 0     | 0      | 1    | 1     |
| Razem   | Razem             | 24    | 24     | 24   | 72    |